# Don't F**k With Cats: Hunting an Internet Killer
Don't F**k With Cats: Hunting an Internet Killer (en Hispanoamérica, No te metas con los gatos: Un asesino en internet; en España, A los gatos ni tocarlos: Un asesino en internet) es una serie documental estadounidense de crimen sobre la persecución al asesino canadiense Luka Magnotta. Está dirigido por Mark Lewis y se estrenó en Netflix el 18 de diciembre de 2019.

## Premisa
La serie sigue a un grupo de personas que se horroriza tras ver un vídeo en internet en el que se ve a un chico asfixiar a dos gatitos. Estas personas crean un grupo en Facebook, desde el cual comienzan una investigación hasta dar con el culpable. Una vez lo encuentran, se lanzan a por él. El protagonista del vídeo es Luka Magnotta, quien quería ganar notoriedad a toda costa y hacerse famoso. Más tarde, Magnotta es condenado por asesinar al estudiante chino Jun Lin en circunstancias espantosas.

## Argumento
La serie comienza con Deanna Thomson, analista de datos de un casino en Las Vegas, y John Green, de Los Ángeles. En 2010, se publicó en Facebook un video viral llamado 1 chico 2 gatitos. El nombre se deriva del video pornográfico 2 Girls 1 Cup. El video viral muestra a un hombre jugando con dos gatitos antes de ponerlos en una bolsa sellada al vacío y aspirar el aire de esta, asfixiando a los gatitos. Thompson y Green posteriormente crearon un grupo de Facebook para crear evidencias y encontrar al autor. El grupo trabajó en conjunto para examinar los detalles del video, incluidos los objetos en la sala, para ayudar a resolver el misterio.

## Reparto
- John Green como él mismo.
- Deanna Thompson como ella misma bajo el seudónimo de Baudi Moovan.
- Det. Sgt. Claudette Hamlin como ella misma, policía de homicidios de Montreal.
- Antonio Paradiso como él mismo, policía de homicidios de Montreal.
- Anna Yourkin como ella misma, madre de Luka Magnotta.
- Benjamin Xu como él mismo, mejor amigo de Jun Lin.
- Marc Lilge como él mismo, policía de Berlín.
- Mike Nadeau como él mismo, portero.
- Joe Panz como él mismo.
- Joe Warmington como él mismo, periodista del Toronto Sun.
- Henri como él mismo, detective encubierto.
- Romeo Salta como él mismo, abogado.
- Kadir Anlayisli como él mismo, empleado de un café internet.
- Joel Watts como él mismo, psiquiatra defensor.

## Episodios
| N.º en serie | N.º en temp. | Título                                   | Dirigido por | Escrito por | Fecha de lanzamiento original |
| ------------ | ------------ | ---------------------------------------- | ------------ | ----------- | ----------------------------- |
| 1            | 1            | «El gato y el ratón» «Cat and Mouse»     | Mark Lewis   | Mark Lewis  | 18 de diciembre de 2019       |
| 2            | 2            | «Matar por un clic» «Killing for Clicks» | Mark Lewis   | Mark Lewis  | 18 de diciembre de 2019       |
| 3            | 3            | «La red se cierra» «Closing the Net»     | Mark Lewis   | Mark Lewis  | 18 de diciembre de 2019       |

## Recepción
En el sitio web Rotten Tomatoes, la serie cuenta con un rating de aprobación del 63% y una calificación promedio de 8/10, basada en 8 revisiones.